# Język massachusett
Język massachusett, także: wampanoag – wymarły język z rodziny algonkiańskiej, używany do XVIII wieku przez plemiona Wampanoagów w rejonie dzisiejszego Bostonu, Cape Cod, Martha’s Vineyard i Nantucket w stanie Massachusetts w Stanach Zjednoczonych.
Przekład Pisma Świętego na język massachusett – Biblia Johna Eliota – z roku 1663 był pierwszym przekładem w językach indiańskich Ameryki Północnej.
W XIX język ten wyginął. W 1993 rozpoczęto udane próby wskrzeszenia języka. Obecnie 400 dorosłych ludzi posługuje się tym językiem jako drugim. Ponadto żyje 5 dzieci, ich potomków, którzy znają ten język od urodzenia.

## Przykładowy tekst
Poniżej podano tekst Modlitwy Pańskiej w języku massachusett:
Nooshun kesukqut, wunneetupantamuch koowesuounk. Peyamooutch kukkeitasootamounk. Toh anantaman ne n-naj okheit, neane kesukqut. Asekesukokish petukqunnegash assaminnean yeu kesukok. Ahquontamaiinnean nummatcheseongatch, neane matchenehikqueagig nutahquontamanóunonog. Ahque sagkompaguninnean en qutchhuaonganit, webe pohquohwussinnan wutch matchitut. Newutche keitassootamoonk, kutahtauun, menuhkesuonk, sohsumoonk micheme kah micheme. Amen.